# Várzea de Abrunhais
Várzea de Abrunhais is een plaats (freguesia) in de Portugese gemeente Lamego en telt 478 inwoners (2001).